# داوود (نام کوچک)
داوود نامی ایرانی برای پسران است به معنی محبوب بوده و ریشه آن عبری است و نام یکی از پیامبران بنی اسرائیل به نام داوود بوده است. افراد سرشناس با این نام عبارتند از:
- داوود رشیدی
- داوود میرباقری
- داوود اسدی
- داوود هرمیداس باوند
- داوود صمدی آملی
- داوود بهبودی